# Рер
Рер (фр. Rère) је река у Француској. Дуга је 53 km. Улива се у Солдр. 